# Return in Bloodred
Return in Bloodred (англ. «Возвращение в багрянце») — дебютный студийный альбом немецкой пауэр-метал группы Powerwolf. Был выпущен 4 апреля 2005 года под лейблом Metal Blade Records.

## История
Некоторые песни с этого альбома, как например «Mr. Sinister» и «We Came to Take Your Souls», были написаны ещё в июне 2004 года. Запись самого альбома началась в сентябре 2004 года на Studio Fredman в Гётеборге и шла 8 дней. Во время записи, ударник группы Стефан Фюнебр из-за травмы сухожилий заменялся другим ударником — немцем Томом Динером.

## Композиции
«Mr. Sinister»
Открывающая композиция альбома. Текст песни повествует об отце Влада III «Цепеша» Дракулы — Владе II Дракуле.
«We Came to Take Your Souls»
Песня рассказывает о валашско-турецких войнах времён правления Влада Цепеша.
«Kiss of the Cobra King»
Песня-история о Волке, сражавшемся со Змеем, но погибшим в этой битве. Рассказ является символическим изображением тех же самых валашско-османских войн Влада III. В ранних интервью говорилось, что для названия Аттила переделал старую румынскую легенду, однако автобиография группы, вышедшая со сборником The History of Heresy I утверждает обратное: во время записи этого будущего хита группы, Аттила повелел остальным членам группы тихо сидеть в соседней комнате, иначе бы «король кобр укусил» их.
«Demons & Diamonds»
Песня рассказывает о последствиях излишнего стремления к власти и богатству.
«Montecore»
Песня рассказывает о тигре Монтекоре (Montecore), тяжёло ранившем в 2003 году иллюзиониста Роя Хорна.
«The Evil Made Me Do It»
Песня-трибьют группе Black Sabbath и всему жанру doom-метал вообще.
«Lucifer in Starlight»
Песня о сатанинской одержимости Люцифером.
«Son of the Morning Star»
Единственная песня во всём альбоме, в которой не используются гитары; присутствуют только вокал Аттилы и органные парти Фалька Марии Шлегеля. В текстовом плане, песня описывает библейскую книгу «Апокалипсис», используя целые вставки, декламирующиеся во второй половине песни.

## Список композиций
| №                   | Название                                                   | Длительность |
| ------------------- | ---------------------------------------------------------- | ------------ |
| 1.                  | «Mr. Sinister» (Господин Грешник)                          | 4:39         |
| 2.                  | «We Came to Take Your Souls» (Мы пришли забрать ваши души) | 4:01         |
| 3.                  | «Kiss of the Cobra King» (Поцелуй короля кобр)             | 4:32         |
| 4.                  | «Black Mass Hysteria» (Истерия Чёрной Мессы)               | 4:12         |
| 5.                  | «Demons & Diamonds» (Демоны и алмазы)                      | 3:39         |
| 6.                  | «Montecore» (Монтекоре)                                    | 5:19         |
| 7.                  | «The Evil Made Me Do It» (Зло заставило меня сделать это)  | 3:39         |
| 8.                  | «Lucifer in Starlight» (Люцифер в звёздном свете)          | 4:49         |
| 9.                  | «Son of the Morning Star» (Сын утренней звезды)            | 4:10/5:10    |
| Общая длительность: | Общая длительность:                                        | 40:00        |

| №                   | Название                            | Длительность |
| ------------------- | ----------------------------------- | ------------ |
| 10.                 | «Mr. Sinister (Live)»               | 5:38         |
| 11.                 | «We Came to Take Your Souls (Live)» | 4:08         |
| 12.                 | «Kiss of the Cobra King (Live)»     | 5:26         |
| Общая длительность: | Общая длительность:                 | 54:02        |

Примечание: после последнего трека, «Son of the Morning Star», идёт минута тишины.

## Над альбомом работали
- Аттила Дорн — вокал
- Мэттью Грейвульф — соло- и ритм-гитара
- Чарльз Грейвульф — соло- и ритм-гитара
- Стефан Фюнебр — ударные, перкуссия
- Фальк Мария Шлегель — орган, клавишные